# El Rosario, Nicaragua
El Rosario là một khu tự quản thuộc tỉnh Carazo, Nicaragua. Khu tự quản El Rosario có diện tích 14 ki lô mét vuông. Đến thời điểm năm 2005, huyện El Rosario có dân số 5317 người.